# Samobójstwo Saula
Samobójstwo Saula (niderl. De zelfmoord van Saul) – obraz olejny niderlandzkiego malarza Pietera Bruegla.

## Geneza obrazu
Według Starego testamentu Saul był pierwszym królem Izraela namaszczonym przez proroka Samuela. Po bitwie z Filistynami usłyszał od proroka, iż nikt z jego rodu nie odziedziczy tronu. Po starciu z Amalekitami, za oszczędzenie króla Agagi, Samuel namaścił Dawida w miejsce Saula. Król był władcą ambitnym, ale i zazdrosnym o dokonania innych, m.in. swojego syna Jonathana i o rosnącą sławę Dawida, któremu wcześniej oddał za żonę swoją córkę, a później próbował zabić. Przed decydującą bitwą z Filistynami Saul udał się do wróżki z Endor, która wywołała ducha Samuela. Zgodnie z przepowiednią, za grzech arogancji, podczas bitwy zginęli jego synowie, a on sam, ranny, popełnił samobójstwo.

## Opis
Bruegel wybierając motyw związany z Saulem opisał epizod z Pierwszej Księgi Samuela (31,5), gdzie król Saul na tle bitwy na wzgórzu Gilboa i górskiego pejzażu popełnia samobójstwo. Inspiracją dla obrazu mogło być dzieło Albrechta Altdorfera pt. Bitwa pod Issos z 1529. Na pierwszym planie widoczna jest wielka masa żołnierzy z lasem kopii. Z perspektywy armie przypominają dwie wielkie gąsienice z najeżonymi kolcami. Bitwa rozgrywa się nie pomiędzy jednostkami, a pomiędzy masami. Po lewej stronie znajduje się główny motyw obrazu. Na występie skalnym, powyżej toczącej się bitwy, leży w zbroi Saul z gardłem przebitym mieczem i otwartymi ustami. Po jego prawicy ukazany został jego giermek, który na widok zbliżającego się oddziału, wyłaniającego się z przejścia skalnego u dołu obrazu również popełnia samobójstwo. Po śmierci Saula od jego ciała i ciał jego synów odcięto głowy i powieszono na murach miasta Bet-Szean.